# Coenobita
Slægten Coenobita indeholder 16 arter af landlevende eremitkrebs. De forekommer kun i troperne. (subtroperne)
Som navnet angiver er det landlevende eremitkrebs, dvs en reje[kilde mangler] der ved evolution først har mistet exoskelettet, og brugt tomme sneglehuse. Derved har de kunnet spare energi, som de kunne bruge på afkom. Senere har den udviklet sig til at kunne leve på land. Den skal dog til havet for at yngle. Selvom de er landlevende, har de stadig gæller, som de fugter i havet. Da de lever i troperne, vil deres gæller hurtigt tørre ud om dagen, derfor er de nat aktive. 

## Holdt som hobbydyr
Der forskellige arter skal stort set passes ens. De skal have mulighed for at "bade" i en vandskål, en med saltvand og en med ferskvand. (salt blandingsforhold 2tsk. pr L.) 
de spiser alt der ikke er levende og direkte giftigt: Træ, blade, græs, jord, kalk, fisk, osv.